# Auroraförbundet
Auroraförbundet (dt. Aurorabund) war eine schwedische literarische Gesellschaft der Romantik.
Der Aurorabund wurde am 7. Oktober 1807 in Uppsala unter dem Namen Musis amici gegründet und nahm 1809 den Namen Auroraförbundet an. In ihm sammelten sich jene Vertreter der schwedischen Romantik, die sich am deutschen Idealismus und an der deutschen Dichtkunst, vor allem an Schelling und an den Brüdern August Wilhelm und Friedrich Schlegel orientierten. 
Die Gesellschaft gab die Zeitschrift „Phosphoros“ (1810/13, Der Lichtbringer) heraus, weshalb ihre Mitglieder später auch als Phosphoristen bezeichnet wurden. Theoretischer und künstlerischer Wortführer der Vereinigung war Per Daniel Amadeus Atterbom. Der Aurorabund verlor jedoch rasch an Bedeutung, die letzte Zusammenkunft seiner Mitglieder fand im Winter 1810 statt. 